# Kenta Togawa
Kenta Togawa (født 23. juni 1981) er en japansk fodboldspiller.
Han har spillet for flere forskellige klubber i sin karriere, herunder Tokyo Verdy, Yokohama FC, Gainare Tottori og Fukushima United FC.